# John White (veslač)
John Galbraith White, ameriški veslač, * 16. maj 1916, †  16. marec 1997.
White je za ZDA nastopil na Poletnih olimpijskih igrah 1936 v Berlinu, kjer je v osmercu osvojil zlato medaljo.